# Romeyleh-ye Soflá
Romeyleh-ye Soflá (persiska: رمیله سفلی, Romeyleh-ye Pā’īn) är en ort i Iran.   Den ligger i provinsen Khuzestan, i den centrala delen av landet, 600 km söder om huvudstaden Teheran. Romeyleh-ye Soflá ligger 31 meter över havet och antalet invånare är 137.
Terrängen runt Romeyleh-ye Soflá är platt åt sydväst, men åt nordost är den kuperad. Runt Romeyleh-ye Soflá är det ganska tätbefolkat, med 58 invånare per kvadratkilometer. Närmaste större samhälle är Rāmshīr, 8,9 km söder om Romeyleh-ye Soflá. Omgivningarna runt Romeyleh-ye Soflá är i huvudsak ett öppet busklandskap.